# Adnan Bajić
Adnan Bajić (Zeist, 28 februari 1994) is een voormalig Nederlands profvoetballer die bij voorkeur als middenvelder speelde en momenteel actief is op amateurniveau voor SV CWO.

## Carrièrestatistieken
| Seizoen                        | Club            | Land            | Competitie      | Competitie | Competitie | Beker | Beker | Internationaal | Internationaal | Overig | Overig | Totaal | Totaal |
| Seizoen                        | Club            | Land            | Competitie      | Wed.       | Dlp.       | Wed.  | Dlp.  | Wed.           | Dlp.           | Wed.   | Dlp.   | Wed.   | Dlp.   |
| ------------------------------ | --------------- | --------------- | --------------- | ---------- | ---------- | ----- | ----- | -------------- | -------------- | ------ | ------ | ------ | ------ |
| 2015/16                        | RKC Waalwijk    | Nederland       | Eerste divisie  | 9          | 0          | 1     | 0     | 0              | 0              | 0      | 0      | 10     | 0      |
| Carrière totaal                | Carrière totaal | Carrière totaal | Carrière totaal | 9          | 0          | 1     | 0     | 0              | 0              | 0      | 0      | 10     | 0      |
| Bijgewerkt tot 7 november 2016 |                 |                 |                 |            |            |       |       |                |                |        |        |        |        |